# روكيتا أ فولتورنو

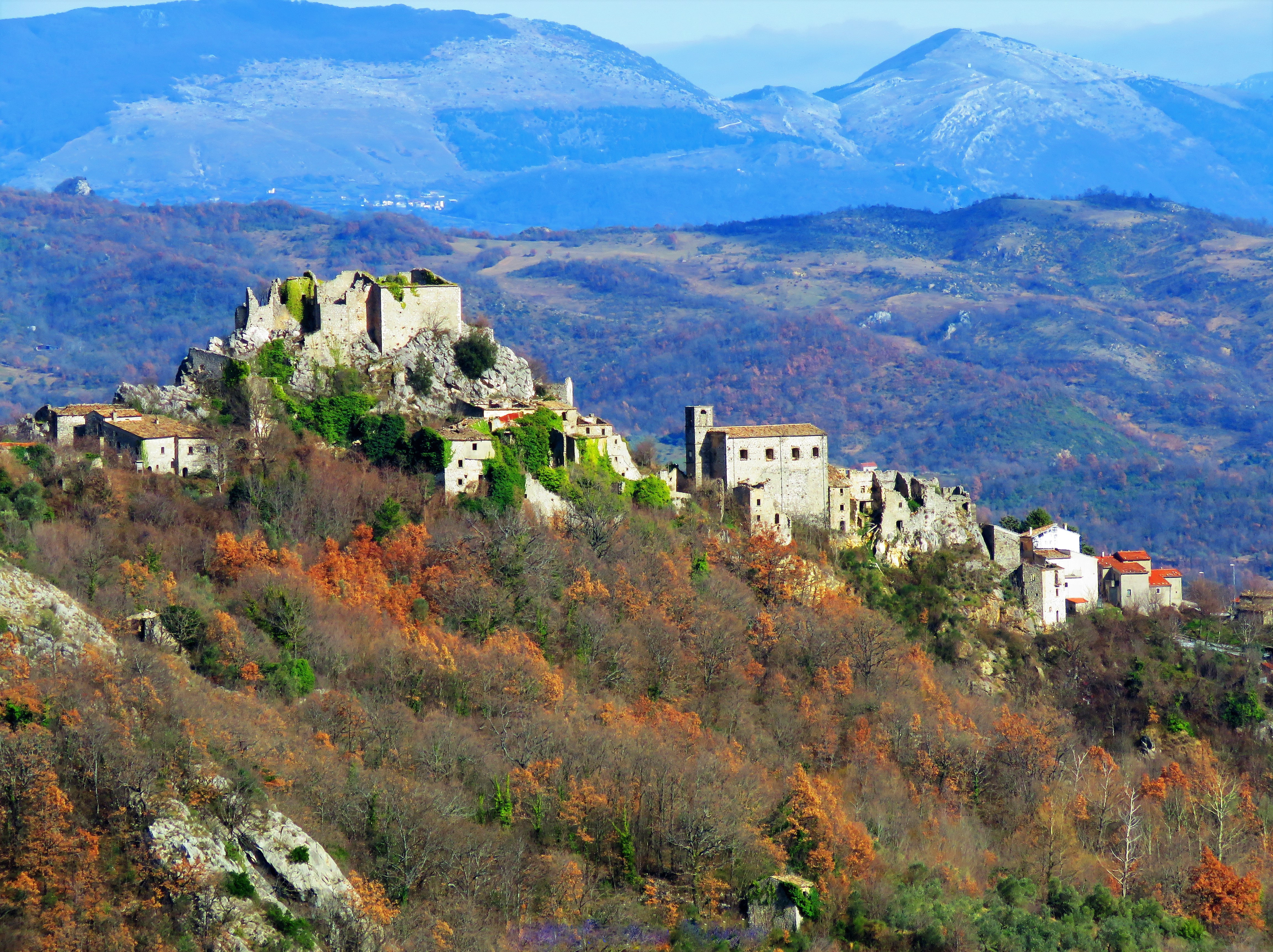
روتشيتا ألتا.

روكيتا أ فولتورنو هي بلدية في مقاطعة إزرنية في منطقة مليزة بجنوب إيطاليا، وتقع على بعد حوالي 50 كيلومتر (31 ميل) غرب كمبباسة وحوالي 13 كيلومتر (8 ميل) غرب إزرنية.